# Kościół św. Józefa w Bądeczu
Kościół pw. św. Józefa w Bądeczu – katolicki kościół parafialny znajdujący się w miejscowości Bądecz (gmina Wysoka). Funkcjonuje przy nim parafia św. Józefa.

## Historia
Świątynia neogotycka wzniesiona w 1876 dla lokalnej społeczności protestanckiej. Carl Colinn - właściciel lokalnych dóbr ufundował obiekt na terenie parku dworskiego, na zasadach kaplicy prywatnej. Poświęcono go w 1881. W 1920, po odzyskaniu przez Polskę niepodległości, majątek i kościół przeszedł na własność państwa polskiego. W 1924 świątynia została przekazana została katolikom (Niemcy w większości wyemigrowali). Poświęcenia dokonano 24 września 1923. 25 lipca 1928 erygowano tutaj parafię, a w 1936 obok kościoła oddano do użytku plebanię.

## Architektura
Kościół jest orientowany, murowany, wybudowany z cegły. Prezbiterium jest jednoprzęsłowe i zamknięte trójbocznie. Posiada przybudówki po bokach. Nawę od zachodu zamyka wieża, która w przyziemiu jest kwadratowa, a wyżej ośmioboczna, zwieńczona zaś murowaną strzelistą iglicą i zakończona chorągiewką z datą budowy. Korpus kościoła jest oszkarpowany. Okna i wejścia są ostrołukowe. Przy wejściu znajduje się średniowieczna granitowa kropielnica z wyrytym krzyżem. 

## Wyposażenie
Wyposażenie świątyni to:
- ołtarz główny i ambona z 1956 - autorem był Antoni Gładych z Morzewa,
- neogotycki ołtarz boczny z figurą Najświętszej Maryi Panny Niepokalanie Poczętej[3].

## Otoczenie
Przy kościele stoi grota maryjna i metalowa dzwonnica.